# Meliturgula ornata
Meliturgula ornata là một loài Hymenoptera trong họ Andrenidae. Loài này được Popov mô tả khoa học năm 1951.